# Verena Klocker
Verena Klocker (* 18. August 1985 in Tristach) ist eine österreichische Schwimmsportlerin.
Klocker ist mehrfache Tiroler Landesmeisterin und Hallenstaatsmeisterin. Unter anderem mit einem österreichischen Rekord über 200 m Freistil auf der Kurzbahn qualifizierte Klocker sich im Jahr 2008 erstmals für die Teilnahme an internationalen Meisterschaften und trat über 100 und 200 m Freistil bei den Kurzbahneuropameisterschaften 2008 in Rijeka an. Es folgten Teilnahmen an der Sommer-Universiade 2009 in Belgrad, den Schwimmweltmeisterschaften 2009 in Rom und den Schwimmeuropameisterschaften 2010 in Istanbul.

## Rekorde
| Österreichische Rekorde (1) | Österreichische Rekorde (1) | Österreichische Rekorde (1) | Österreichische Rekorde (1) |
| --------------------------- | --------------------------- | --------------------------- | --------------------------- |
| 200 m Freistil (Kurzbahn)   | 01:57,30 min                | 13. Dezember 2009           | Istanbul                    |
| (Stand: 12. Juni 2011)      |                             |                             |                             |